# Фрит, Ута
Ута Фрит (нем. Uta Frith; род. 25 мая 1941 года) — ведущий специалист по психологии развития.
Член Лондонского королевского общества (2005), Британской Академии, Академии медицинских наук.
В настоящее время работает в Институте когнитивных нейронаук Лондонского университетского колледжа. Основная сфера исследовательских интересов Уты — аутизм и дислексия, этим темам посвящены её многочисленные научные работы и книги. Особую популярность обрела изданная в 2003 году книга «Аутизм: Объяснение загадки», посвященная когнитивной нейробиологии расстройства. Отмечена Mind & Brain Prize (2010) и Jean Nicod Prize (2014).

## Книги
- Autism: Explaining the Enigma, Oxford, Blackwell Publishing 2003 ISBN 06-31-22901-9
- Autism — Mind and Brain, Oxford, Oxford University Press 2004 ISBN 01-98-52924-4
- Autism and Asperger syndrome, Cambridge, Cambridge University Press 1991 ISBN 05-21-38608-X
- The Learning Brain: Lessons for Education (with Sarah-Jayne Blakemore), Oxford, Blackwell Publishing 2005 ISBN 14-05-12401-6
- Urville (with Gilles Trehin), London, Jessica Kingsley Publishers 2006 ISBN 18-43-10419-9
- Cognitive Processes in Spelling, London, Academic Press 1983 ISBN 01-22-68662-4
- Autism in History: The Case of Hugh Blair of Borgue (with Rab Houston), Oxford, Blackwell Publishing 2000 ISBN 06-31-22088-7
- «Autism: A very short Introduction», Oxford, OUP 2008, ISBN 978-0-19-920756-5. Полный текст доступен для прочтения либо скачивания: Autism: A very short introduction.